# Equivalente breedte

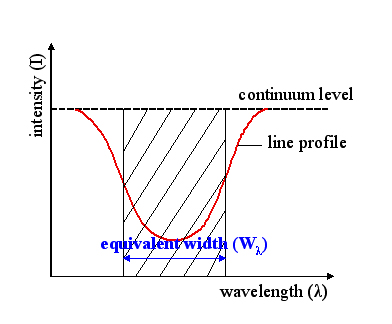
Een diagram waarin de equivalente breedte van een absorptielijn (rood) aangegeven wordt.

De equivalente breedte van een spectraallijn is in de astronomie een maat voor de sterkte van de spectraallijn in een plot van de intensiteit (fluxdichtheid) tegen de golflengte. De equivalente breedte wordt bepaald door het construeren van een rechthoek met een hoogte van die van de continuüm emissie (buiten de spectraallijn), en een breedte zo dat de oppervlakte van de rechthoek gelijk is aan de oppervlakte van de spectraallijn.

## Definitie
De equivalente breedte wordt gegeven door de vergelijking
{\displaystyle W_{\lambda }=\int (1-F_{\lambda }/F_{0})d\lambda }.
Hier is {\displaystyle F_{0}} de intensiteit van het continuüm aan beide kanten van de absorptielijn (of emissielijn), terwijl {\displaystyle F_{\lambda }} de intensiteit is over het golflengteïnterval van de spectraallijn. Dan is {\displaystyle W_{\lambda }} de breedte van een hypothetische lijn die een intensiteit nul bereikt en dezelfde geïntegreerde flux ten opzichte van het continuüm heeft als de werkelijke lijn.
Deze vergelijking kan toegepast worden bij emissie of absorptie; bij emissielijnen is de equivalente breedte negatief.

## Toepassingen
De equivalente breedte wordt gebruikt als een kwantitatieve maat voor de sterkte van spectraallijnen. Dit is een handige keus omdat de vorm van een spectraallijn kan afhangen van de eigenschappen van de materie waarin de spectraallijn ontstaat. De lijn kan bijvoorbeeld verbreed zijn door bewegingen van het gas dat de fotonen uitzendt (Doppler verbreding of druk verbreding). Daardoor is de diepte (of hoogte bij emissielijnen) van de spectraallijn geen goede maat voor de totale sterkte van de lijn. Ook is de equivalente breedte niet afhankelijk van de resolutie van de spectrometer die gebruikt wordt om de lijn te meten. Uit de equivalente breedte kan daardoor het totale aantal atomen bepaald worden dat de lijn uitzendt. 
Metingen van de equivalente breedte van de H-alfa emissielijn van de Balmerreeks in T Tauri-sterren worden gebruikt om onderscheid te maken tussen klassieke en weak-lined T Tauri-sterren. De verhouding van de equivalente breedte van verschillende atomen kan gebruikt worden om de spectraalklasse van sterren te bepalen. Ook wordt de equivalente breedte van de Lyman-alfa lijn van waterstof in sterrenstelsels gebruikt om de hoeveelheid stervorming in deze sterrenstelsels te bepalen (deze lijn wordt uitgezonden door gas dat geïoniseerd is door massieve, jonge sterren).